# ZAZ 965
De ZAZ 965 of Zaporozjets is een automodel dat tussen 1960 en 1969 door de Sovjet-Unie (tegenwoordig Oekraïense) autofabrikant Zaporozjski avtomobilny zavod gebouwd is.

## Geschiedenis

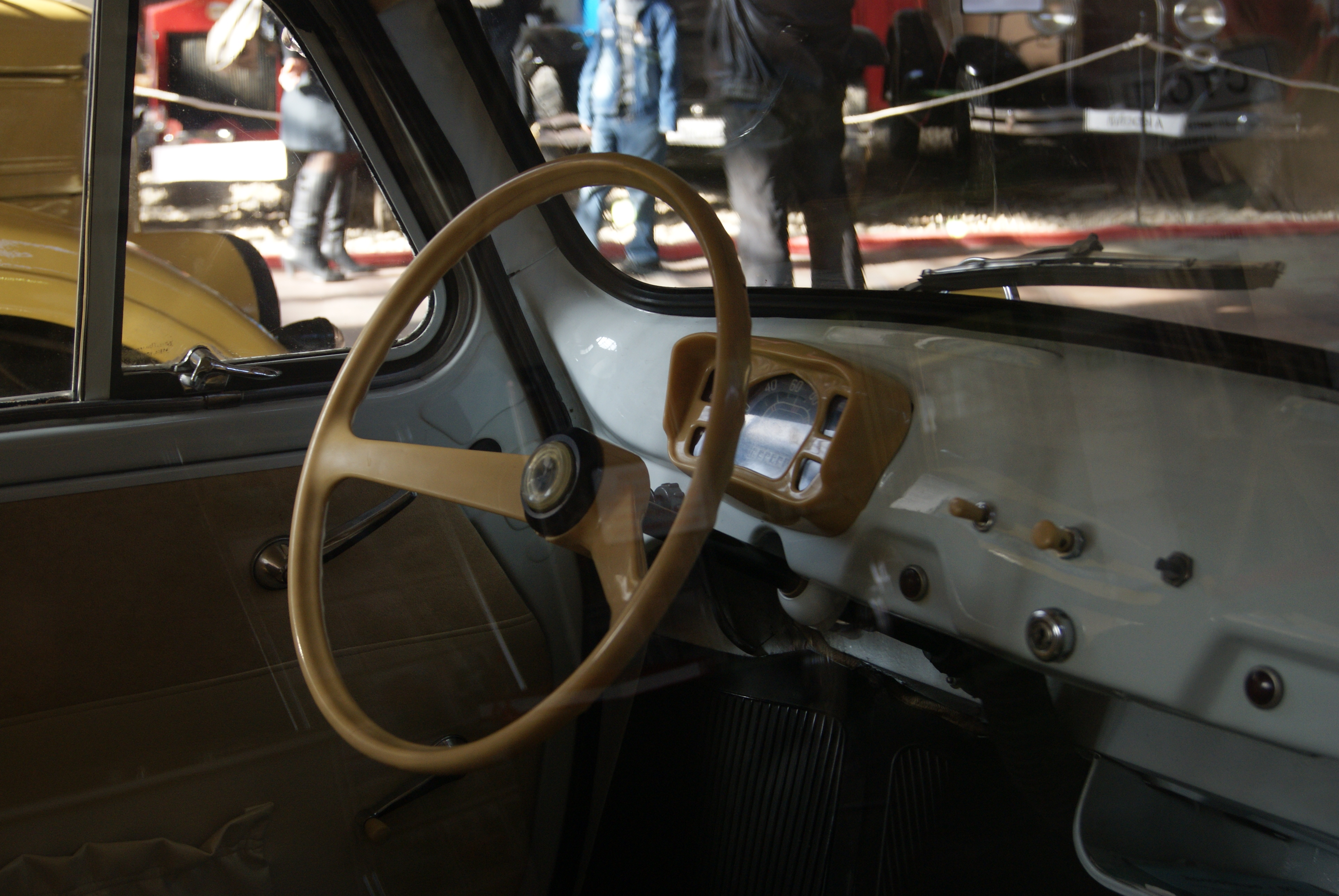
dashboard

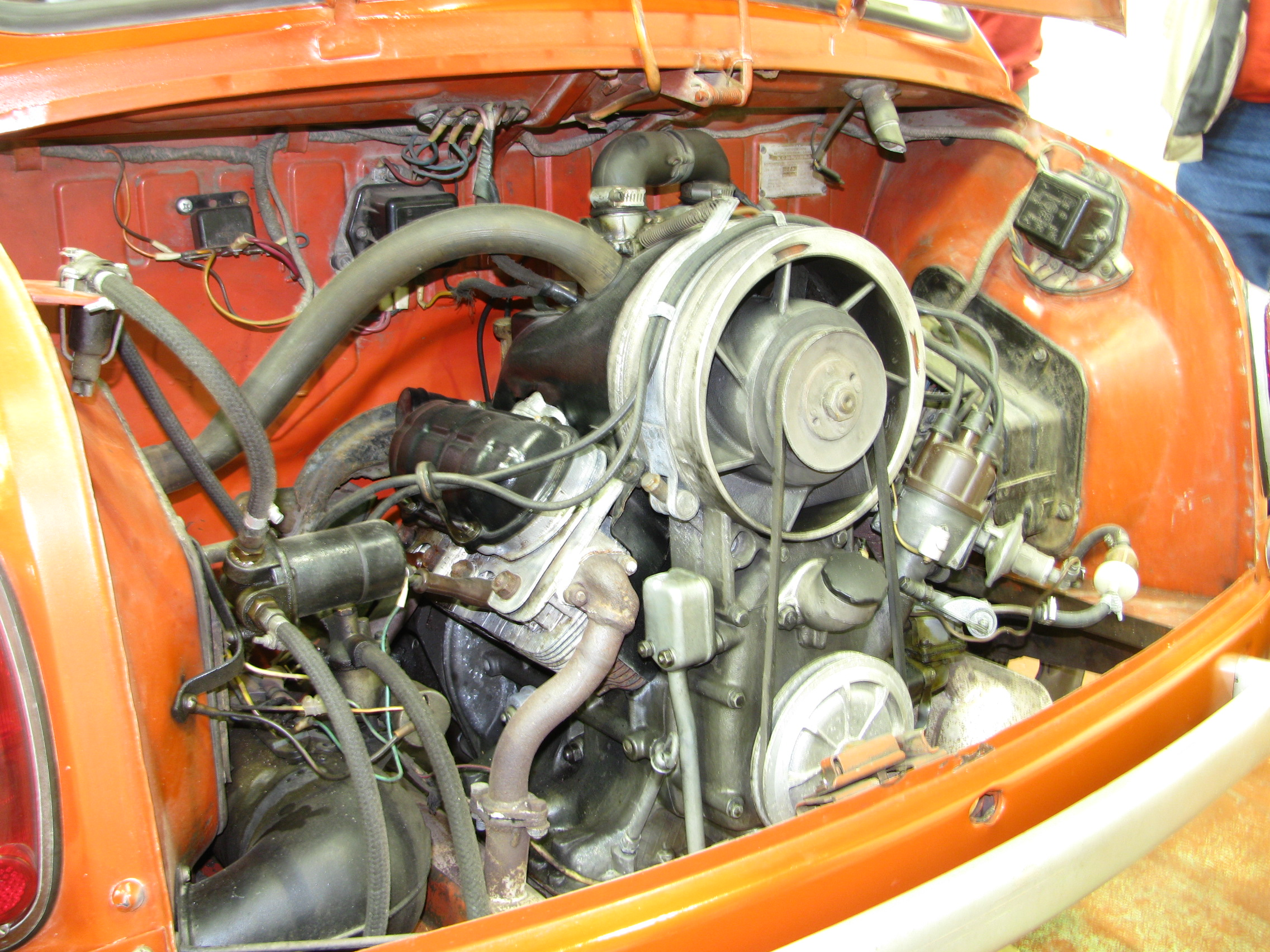
luchtgekoelde V4-motor

Vanaf medio jaren '50 werden in de Sovjet-Unie proeven gedaan met kleine auto's. In 1959 werd een vierpersoons auto met achterin geplaatste luchtgekoelde viercilindermotor voorgesteld. De serieproductie van de ZAZ 965 begon een jaar later in de tractorfabriek Kommunar in Zaporozje aan de Dnjepr. De productie van tractoren werd stopgezet.
Voor had de auto een dwarsgeplaatste torsieveer, achter pendelassen met schroefvering. De vormgeving en constructieve details zoals de zelfmoorddeuren deden sterk denken aan de Fiat 600 maar motorisch was het een geheel andere auto.
De deels aluminium V4-motoren van het type MeMZ 965 kwamen uit de motorenfabriek Melitopol. De cilinderinhoud was aanvankelijk 0,7 liter (23 pk), in 1963 werd deze vergoot tot 0,9 liter en daarmee werd het krachtiger model ZAZ 965A (27 pk) uitgerust. Dat model was uiterlijk herkenbaar aan gewijzigde luchtinlaten aan de achterzijde.
In mei 1969 werd de productie gestaakt. De opvolger ZAZ 966 was al in 1966 gepresenteerd en had dezelfde motor als de 965A maar een modernere carrosserie.

## Export
Op de Wereldtentoonstelling in Brussel in 1958 werden reeds brochures van het prototype verspreid maar van export was pas sprake in 1965. Toen werd de Zaporozjets naar verschillende Oostbloklanden en ook naar enkele Westerse landen geëxporteerd, waaronder België en Oostenrijk. Afhankelijk van de markt werden de handelsbenamingen Jalta 3A3 of Eliette gebruikt.
De Jalta werd enige tijd in België geassembleerd bij Scaldia-Volga en vanaf 1967 ook in Nederland aangeboden. De firma Gremi liet de Jalta's per trein aanvoeren vanuit Antwerpen naar Groningen, waar ze werden klaargemaakt voor aflevering. De bekleding van stoelen en zijpanelen was van een soort jute met bloemetjesmotief. Dit werd gedemonteerd, bij een stoffeerder voorzien van kunstleer en nadien weer gemonteerd.
In 1969 bood Gremi de Jalta 3A3 aan voor 3.875 gulden en het was daarmee een van de weinige auto's beneden de 4000 gulden, samen met de Fiat 500, de Trabant 601 (standaarduitvoering) en de Autobianchi 500 Quattroposti. De Jalta was een handzame auto, de prestaties waren matig (topsnelheid 100 km/u) maar het geheel was zwaar gebouwd. Voor de verwarming was een aparte benzinekachel aanwezig.
De Jalta werd in Nederland geen succes, de auto's hadden veel mankementen. Gremi deed er alles aan de eigenaren zo goed mogelijk door de problemen en bijkomende kosten heen te helpen maar de verwachting dat de eerdere kopers van de Jalta's zouden overstappen op de vanaf 1971 eveneens door Gremi geïmporteerde Zastava 750, die erg veel leek op de Jalta, werd niet bewaarheid, zij stapten over naar andere merken.